# Valea Presnei
Valea Presnei – wieś w Rumunii, w okręgu Călărași, w gminie Gurbănești. W 2011 roku liczyła 226 mieszkańców.